# Dobromir Dimitrow
Dobromir Dimitrow (ur. 7 lipca 1991 w Pazardżiku) – bułgarski siatkarz, grający na pozycji rozgrywającego, reprezentant Bułgarii. 

## Sukcesy klubowe
Liga bułgarska:
- 2020
- 2012, 2013, 2014, 2023[3]

Liga włoska:
- 2016

Superpuchar Bułgarii:
- 2022

Puchar Bułgarii:
- 2023[4]

## Sukcesy reprezentacyjne
Memoriał Huberta Jerzego Wagnera:
- 2014

## Nagrody indywidualne
- 2023: MVP finału Pucharu Bułgarii